# Yoketron
Yoketron es un personaje ficticio de Transformers Animated, él es un maestro ninja de los Autobots.

## Historia
Yoketron es un Autobot "sensei" viejo y sabio responsable de la formación de los "Autobot Cyber-Ninja" en el Cuerpo de Cyber-Ninja en donde entrenaron Jazz, Prowl y Lockdown este último más tarde lo traicionaría y lo asesinaría, su misión más importante, es la de proteger la base de los Autobots, que tendrá que ser activado si el proyecto "Omega" falla. Él es un maestro de artes marciales, Yoketron posee la Armadura Protoforma Ninja la cual lo hace más rápido y más ágil ante todo, su modo alterno es un automóvil cybertroniano.
Durante las etapas finales de la Gran Guerra, cuando la guardia de élite, Yoketron entrenaba a Warpath poco tiempo después conoció a Prowl quien antes él era un joven rebelde y arrogante, Yoketron decidió entrenarlo en vez de darle la espalda y así Yoketron le enseñó la humildad y toda clase de enseñanzas marciales en él, convirtiendo a Prowl en uno de sus mejores discípulos, al final muere asesinado por uno de sus discípulos Lockdown quien más adelante se convierte en un cazador de recompensas de los Decepticons y así mismo Lockdown lo despoja de su Armadura Cyber-Ninja para remodificarla en sus usos Decepticons.
Después de que Prowl estaba cerca de terminar su formación Cyber-Ninja, Yoketron le reveló que él esperaba que Prowl se convertiría en su reemplazo, Yoketron lo consideró a Prowl como última instancia el ejército Autobot en la guerra. Pero Prowl cuando vistió la Armadura Protoforma Cyber-Ninja no pudo asimilar el uso de procesador sobre la materia para sellar la cámara, por lo que Yoketron podía cumplir con esa habilidad.
En un encuentro de lucha Lockdown le confiesa a Prowl que el traicionó y asesino a Yoketron para obtener una copia modificada de la Armadura Cyber-Ninja lo cual Prowl furioso se coloca la armadura Cyber-ninja y logra convertir el procesador en materia, Prowl logra asimilar la armadura protoforma cyber-ninja de su maestro Yoketron, Prowl logra derrotar a Lockdown sin ningún problema.